# 硬體暫存器
在電腦中，硬體暫存器（hardware register）是不同種類的硬體I/O (輸出/輸入) 的儲存區域。這些硬體暫存器是包含在某些週邊元件之內，使用MMIO或PMIO進行存取。
一般硬體暫存器的使用，包含「設定組態」和啟動某些功能，特別在起始階段，「緩衝儲存空間」如繪圖顯示卡的視訊記憶體，和「狀態回報」像是某些硬體元件所產生的事件。
讀取硬體暫存器牽涉到使用處理器所發出的「load」或「store」指令來存取他的記憶體或是埠位址。硬體暫存器是以字組（word）的大小定址，但是有時候僅只使用對暫存器讀進或是寫出的字組之少數位元。